# Automobiles Quo Vadis
Automobiles Quo Vadis war ein französischer Hersteller von Automobilen.

## Unternehmensgeschichte
Das Unternehmen aus Courbevoie begann 1921 mit der Produktion von Automobilen. Der Markenname lautete Quo Vadis. 1923 endete die Produktion. Der Firmenname dürfte dem kurz vorher (1895) erschienenen Bestseller-Roman Quo vadis des polnischen Schriftstellers Henryk Sienkiewicz entliehen sein in der (irrigen) Hoffnung, das Auto werde sich ebenogut verkaufen wie der Roman.

## Fahrzeuge
Das einzige Modell war ein Cyclecar. Für den Antrieb sorgte ein Zweizylindermotor von Train.